# 阁山镇 (樟树市)
阁山镇，是中华人民共和国江西省宜春市樟树市下辖的一个乡镇级行政单位。

## 行政区划
阁山镇下辖以下地区：
东站社区、黄家巷村、渡桥村、孙家村、上阳村、韶塘村、芗溪村和关坊村。

## 交通
- 京九铁路、昌赣客运专线]]：樟树东站